# Araslövssjön
Araslövssjön är en sjö belägen ett par kilometer nordväst om Kristianstad i Kristianstads kommun i Skåne och ingår i Helge ås huvudavrinningsområde. Sjön är 1,8 meter djup, har en yta på 3,03 kvadratkilometer och befinner sig 0 meter över havet. Araslövssjön ligger i Natura 2000-området Araslövssjöområdet  och skyddas av fågeldirektivet. Genom sjön rinner Helge å. Vid provfiske har en stor mängd fiskarter fångats, bland annat abborre, björkna, braxen och faren.

## Beskrivning
Araslövssjön och Hammarsjön bildades som långsmala avsnörningar från en havsvik i Litorinahavet när detta drog sig tillbaka från den tidigare kusten vid Torsebro. Araslövssjöns sjöyta ligger obetydligt över havets nivå med normalvattenstånd endast 0,5 m.ö.h. Det vatten som rinner till sjön mestadels från småländska höglandet med avrinning från granitberggrund. Vattnet är påverkat av markanvändning från skogsbygder och mellanbygder. Araslövssjöns sjöbäcken ligger på kalkstensberggrund och i full jordbruksbygd på Kristianstadsslätten. 
Helge å vidgar norr om Kristianstad och bildar Araslövssjön. Sjön är en  slättsjö med flacka stränder Helge å har trots en omfattande utbyggnad av vattenkraft, en norma variation i vattenståndet på ca 1,4 m. Sjöarnas får stora översvämningar av deras strandpartier. Vattenståndet varierar mycket under året. Torra sommarmånader är vattenytan lika med nivån i havet, men vid rikliga höstregn eller snabb snösmältning kan ytan stiga en och en halv meter över det normala. Stränderna av sjön har sumpskogar och strandängar som ofta står under vatten. Dessa marker fungerar som utjämnare vid höga flöden i ån. Vattenmassor som översvämmar dessa marker och breder i stället ut sig över Araslövssjöns stränder hade annars riskerat att översvämma Kristianstad. På detta sätt vållar de inte skada.
Araslövssjön är en grund slättsjö och har en snabb omsättningstid på sitt sjövatten. Sjöytan är 3,2 km 2 , medeldjup är 1 meter och maximumdjup är omkring 1,8 m. Sjövattnet är förhållandevis brunfärgat, saltfattigt, och måttligt näringsrikt. Syrastatus visar på en god och stabil pH-nivå.

## Historia
Araslövssjöns närområde har under lång tid haft mänsklig närvaro. Araslövssjöns västra strandområde har gett många fynd och fornminnen. Bosättningar 7 500 år gamla finns vid den forna kusten vid Torsebro. Vid Araslövssjöns västra utflöde finns rester av Lillöborgen. Vattendraget hade stor historisk betydelse som en naturlig försvarslinje. Vattenområdet hade mycket stor betydelse som transportled för varor och människor. Men våtmarkerna var också viktiga i matproduktion med sina fiskrika vatten och som en näringskälla för husdjurens betesmarker och slåtter på strandängarna. Historiska kvarlevor för användning av vattenkraft  och kommunikationer som exempelvis kvarndammar och stenbroar har fortsatt betydelse för dagens växt- och djurliv som vandringsbarriärer för fiskar och som underlag för bostäder för djurlivet.

### Arter och biologi
Under ytan i sjön lever olika karpfiskar, främst sarv, braxen och den sällsynta faren. Dessutom finns gädda, gös och abborre i sjön.
Araslövssjöns är, trots närheten till Kristianstads tätort opåverkat av annat än en lång tid med betestryck. Araslövssjöns strandängar genom översvämningar och betestryck blivit mycket artrika Miljön mosaikartade karaktär med buskpartie interagerande med strandängar, och en grund sjö med omväxlande tät vassar och vegetation av flytbladsväxter samt med öppna vattenytor resulterar i miljöer som är attraktiva för rastande, övervintrande och häckande sjöfågelarter. De är likaså artrika växt- och djursamhällen i övrigt. 
Strandängarna och betesmarkerna runt Araslövssjön är viktiga häckningsplatser för många fåglar som storspov, rödbena och tofsvipa. Havsörn är en vanlig besökare av sjön, och spanar efter skadade gäss. Brun kärrhök häckar i vassen längs sjöns stränder. Den jagar sork, möss och grodor på åkrar och ängar. Vide och sumpskogar är biotoper för småfåglar som pungmes, näktergal och mindre hackspett. Ädellövskogarna är också levnadsmiljöer för många fåglar, och de har en rik flora. I Norra Lingenäset på naturreservatet Näsby fält slingrar sig tjocka murgrönor kring träden, och om våren är marken täckt av doftande ramslök såväl som vit- gul- och blåsippor och nunneört.

### Bevarande och naturvård
Strandängarna hävdas med bete och slåtter för att förhindra igenväxning. Det är betande kor och  lantbrukare som gör naturvårdsarbetet och håller markerna öppna. Sjöns östra strand har två fågeltorn. Vandringsleder används flitigt av  motionärer. Besöksplatsen vid Norra Lingenäset har anpassats för rullstol. Från Norra Lingenäset leder en lättillgänglig stig och spång  till Södra Lingenäset.

## Naturtyper
Sjövattnet i Araslövssjön bestäms av det tillrinnande vattens kvalitet. Detta vatten  från småländska höglandet och är relativt saltfattigt, brunt av humus och rikt på organiskt kol. Vattnet är förvånansvärt välbuffrat och näringsrikt men inte övergött. Avrinnande vatten från närmiljön till sjön är mer saltrikt, men mindre brunt och har lägre innehåll av organiska ämnen, det näringsrikt och övergött med fosfor och kväve. Vatten från närmiljön är mer kalk- och sulfatrikt och betydligt grumligare än åfårans vatten. Araslövssjöns sjövatten har begränsad genomtränglighet för ljus och begränsar vegetationen under vattenytans tillväxtmöjligheter. Sjöns låga vattendjup gör emellertid att denna faktor inte blir tillväxtbegränsande. Den stora mängden vattensväxter på ytan som t.ex. näckrosor är mer tillväxthämmande för undervattensväxterna än vattenfärgen. Araslövssjön är i ett klarvattensstadium men det finns risk att ett grumligare, mindre artrikt stadium tar över. 
Natura 2000-typer motsvara i Norden två vegetationstyper med huvudtyp nateväxter och  variationen med andmat/stor andmat. Fyra av åtta karaktärsarterna påträffades 1998 i sjön nämligen dyblad, ålnate, andmat och vattenbläddra. Natura 2000 förutsätter vidare ett stillastående vatten med pH över sju. Dessa kriterier uppfyller Araslövssjön med undantaget att vattnet sommartid rinner sakta fram i en grävd fåra i sjöns västra del. 
Under 1940-talet var nordligaste Araslövssjön igenvuxen och strand hade bladvass av varierande bredd. Sjön växte igen i övriga delar långsamt fram till 1960-talet. Sedan gick utbredningen av vegetation fortare. Bladvass bredde ut sig i öster och söder. En jämförelse mellan 1940- tal och 1969 visar att stora områden med öppet vatten gått förlorade. Araslövssjöns växtsamhälle med flytande och undervattensväxter är mycket artrik med mer än 20 arter 1998. Fem natearter registrerades varav två mindre vanliga; borstnate i sötvatten och trubbnate. Vidare tre arter slingor varav två ganska sällsynta; axslinga och kransslinga. I sjön finns den ovanliga sydbläddran och gullstånds som är mycket sällsynt i Sverige och som bara växer i Skåne. Första fynduppgift gjordes vid Lillö, och publicerades av Leche år 1744. 
Araslövssjön, liksom hela Kristianstads vattenrike är internationellt känt för sitt rika fågelliv. Fåglarna i området är utförligt beskrivna i SPA planen för området. Sedan några år höst-/vintervandrar årligen havslevande lax och öring upp genom Helge å för lek i vatten uppströms Araslövssjön. På våren  utvandrar smolt  genom å- och sjösystemen. Araslövssjön provfiskades 1995 och resultaten visar på en näringsrik sjö med nio fångade arter. Flertalet fångade arter är karpfiskar med björkna, som dominerande art i antal efter mört. Kristianstads vattenrike har med hjälp av Världsnaturfonden och Sötvattenslaboratoriet i Drottningholm planterat ut mal i helge å sträckan Torsebro-Gropahålet. Denna utplantering har lyckats bra och naturlig reproduktion är etablerad. Utöver de 9 provfiskefångade arterna och lax, öring och mal finns ål, id, fjällkarp, ruda och faren och gädda. Strax uppströms sjön (max 3 km) men nedströms Torsebro finns bäcknejonöga, färna, gös, lake, grönling och sandkrypare. I och runt Araslövssjön finns ett artikt fisksamhälle med drygt 20 arter. Sjöns evertebrat fauna och groddjur är dåligt kända.

## Delavrinningsområde
Araslövssjön ingår i delavrinningsområde (621525-139496) som SMHI kallar för Utloppet av Araslövssjön. Medelhöjden är 8 meter över havet och ytan är 21,2 kvadratkilometer. Räknas de 142 avrinningsområdena uppströms in blir den ackumulerade arean 3 894,18 kvadratkilometer. Avrinningsområdets utflöde Helge å mynnar i havet. Avrinningsområdet består mestadels av öppen mark (15 %) och jordbrukmark (62 %). Avrinningsområdet har 3,09 kvadratkilometer vattenytor vilket ger det en sjöprocent på 14,6 % jämfört med ytan 21.2 kvadratkilometer. Bebyggelsen i området täcker en yta av 0,72 kvadratkilometer eller 3 % av avrinningsområdet.

## Fisk
Vid provfiske har följande fisk fångats i sjön:
| - Abborre - Björkna - Braxen - Faren - Gärs - Gädda - Gös - Karpfisk obestämd - Löja - Mört - Ruda | - Sandkrypare - Sarv - Sutare |